# Селекционное (Алтайский край)
Селекцио́нное — село в Алтайском крае России. Входит в городской округ город Славгород.

## География
Расположено в 5 км к юго-западу от центральной части города Славгорода, в 4 км западнее железнодорожной станции Славгород. 

## Население
| 1997  | 1998  | 1999  | 2000  | 2001  | 2002  | 2003  |
| ----- | ----- | ----- | ----- | ----- | ----- | ----- |
| 1257  | ↗1260 | ↘1250 | ↗1273 | ↘1246 | ↘1224 | ↗1247 |
| 2004  | 2005  | 2006  | 2007  | 2008  | 2009  | 2010  |
| ↗1279 | ↘1275 | ↘1211 | ↘1209 | ↗1240 | ↘1215 | ↘1208 |
| 2011  | 2012  | 2013  |       |       |       |       |
| ↘1206 | ↗1230 | ↘1214 |       |       |       |       |